# فيوليتا لونا
فيوليتا لونا هي ناقدة أدبية وكاتِبة وشاعرة إكوادورية، ولدت في 24 فبراير 1943 في غواياكيل في الإكوادور.